# Шевченко (Врадіївська селищна громада)
Шевче́нко — село в Україні, у Врадіївській селищній громаді Первомайського району Миколаївської області. Населення становить 41 особу.

## Населення
Згідно з переписом УРСР 1989 року чисельність наявного населення села становила 75 осіб, з яких 32 чоловіки та 43 жінки.
За переписом населення України 2001 року в селі мешкало 40 осіб.

### Мова
Розподіл населення за рідною мовою за даними перепису 2001 року:
| Мова       | Відсоток |
| ---------- | -------- |
| українська | 78,05 %  |
| молдовська | 21,95 %  |